# Новосёловка (Широковский район)
Новосёловка (укр. Новоселівка) — село,
Новолатовский сельский совет,
Широковский район,
Днепропетровская область,
Украина.
Код КОАТУУ — 1225885501. Население по переписи 2001 года составляло 400 человек .

## Географическое положение
Село Новосёловка находится в основном на левом берегу реки Ингулец,
выше по течению на расстоянии в 1 км расположено село Новопетровка,
ниже по течению на расстоянии в 1,5 км расположено село Новолатовка.
Рядом проходит автомобильная дорога Т-0418.

## История
- До 2003 года село было административным центром сельского совета.